# Ośrodek narciarski Kolej Linowa Czantoria w Ustroniu
Ośrodek narciarski Kolej Linowa Czantoria w Ustroniu – ośrodek narciarski położony w Ustroniu w Beskidzie Śląskim na północnym zboczu Wielkiej Czantorii. Górna stacja ośrodka znajduje się na polanie Stokłosica, na wysokości 851 m n.p.m.

## Wyciągi i trasy
W skład kompleksu wchodzą:
- (KLC) kolej krzesełkowa „Czantoria”
- (FA) 2-osobowy wyciąg orczykowy „Faturka” o długości 670 m, przewyższeniu 198 m i przepustowości 475 osób na godzinę
- (SO) wyciąg talerzykowy „Solisko” o długości 350 m, przewyższeniu 80 m i przepustowości 800 osób na godzinę
- (ST) wyciąg talerzykowy „Stokłosica” o długości 198 m, przewyższeniu 50 m i przepustowości 500 osób na godzinę
- wyciąg talerzykowy „Nartowisko” o długości 250 m
- wyciąg taśmowy dla dzieci w pobliżu dolnej stacji wyciągu krzesełkowego.

Między tymi wyciągami przebiega 5 tras narciarskich:
- 1 (FIS) czerwona między górną a dolną stacją kolei krzesełkowej, o długości 1900 m, o średnim nachyleniu 24%, dośnieżana
- 2 niebieska o długości 2600 m między górną a dolną stacją kolei krzesełkowej, o średnim nachyleniu 18%, niedośnieżana i w związku z tym często zamknięta, w górnej części, wzdłuż wyciągu Faturka – dośnieżana
- czerwona, wzdłuż wyciągu ST – o długości 200 m i średnim nachyleniu 25%, dośnieżana i oświetlona
- czerwona, wzdłuż wyciągu SO – o długości 340 m i średnim nachyleniu 24%, dośnieżana i oświetlona
- niebieska, wzdłuż wyciągu w pobliżu dolnej stacji kolei krzesełkowej, dośnieżana i oświetlona.

Dośnieżane trasy są ratrakowane.

## Homologacje FIS
Czerwona trasa (1) „FIS” ma 3 homologacje FIS:
- 11141/12/13 na supergigant dla obu płci na odcinku między 800 a 420 m n.p.m., ważna do 1 listopada 2018 roku (wydana jedynie na 5 lat)
- 11142/12/13 na slalom gigant dla obu płci na tym samym odcinku, ważna do 1 listopada 2023 roku
- 11143/12/13 na slalom dla obu płci na odcinku 602 a 420 m n.p.m., ważna do 1 listopada 2023 roku

Ponadto trasa 2 (Faturka) ma homologację FIS na slalom dla obu płci na odcinku między 842 a 647 m n.p.m., ważną do 1 listopada 2023 roku.

## Pozostała infrastruktura
Na szczycie Wielkiej Czantorii znajduje się wieża widokowa. Tuż pod górną stacją kolei krzesełkowej znajduje się letni tor saneczkowy (tzw. zjeżdżalnia grawitacyjna).
Ponadto na terenie ośrodka do dyspozycji narciarzy i snowboardzistów są:
- w budynku górnej stacji kolei krzesełkowej znajdują się:
  - placówka GOPR
  - punkt gastronomiczny na 50 osób
  - WC.

W i wokół dolnej stacji znajduje się:
- kilka punktów gastronomicznych
- serwis narciarski i wypożyczalnia
- szkoła narciarska i przedszkole narciarskie
- parkingi na 500 samochodów osobowych i 15 autokarów.

Stacja jest członkiem Stowarzyszenia Polskie stacje narciarskie i turystyczne.
Ośrodek Czantoria objęty jest wspólnym systemem karnetów z ośrodkiem na Palenicy i wyciągami: Nartowisko i Poniwiec.

## Operator
Operatorem i właścicielem stacji jest firma Kolej Linowa Czantoria sp. z o.o. z siedzibą w Ustroniu przy ul. 3 Maja 130 (KRS 0000061804). Prezesem zarządu jest Monika Linert.

## Historia
Pierwsza kolej krzesełkowa na Czantorię została oddana do użytku w październiku 1967 roku. Była modernizowana w latach 1991–1994, dzięki czemu zwiększono jej przepustowość.
Spółka Kolej Linowa Czantoria sp. z o.o. została zarejestrowana w KRS w listopadzie 2001 roku. Czteroosobowa, wyprzęgana kolej krzesełkowa uruchomiona została w grudniu 2006 roku. Około 2010 roku zmodernizowano system naśnieżania: zainstalowano 30 lanc śnieżnych i 8 armatek śnieżnych. Po uzyskaniu dofinansowania z Europejskiego Programu Rozwoju Regionalnego w 2011 roku zainstalowano obustronne oświetlenie nowego wyciągu narciarskiego „Solisko”, który działa przy dolnej stacji kolei krzesełkowej. Fundusze te były również przeznaczone na budowę tras biegowych.
W 2013 roku całkowicie przebudowano i przeprofilowano czerwoną trasę zjazdową.

## Galeria

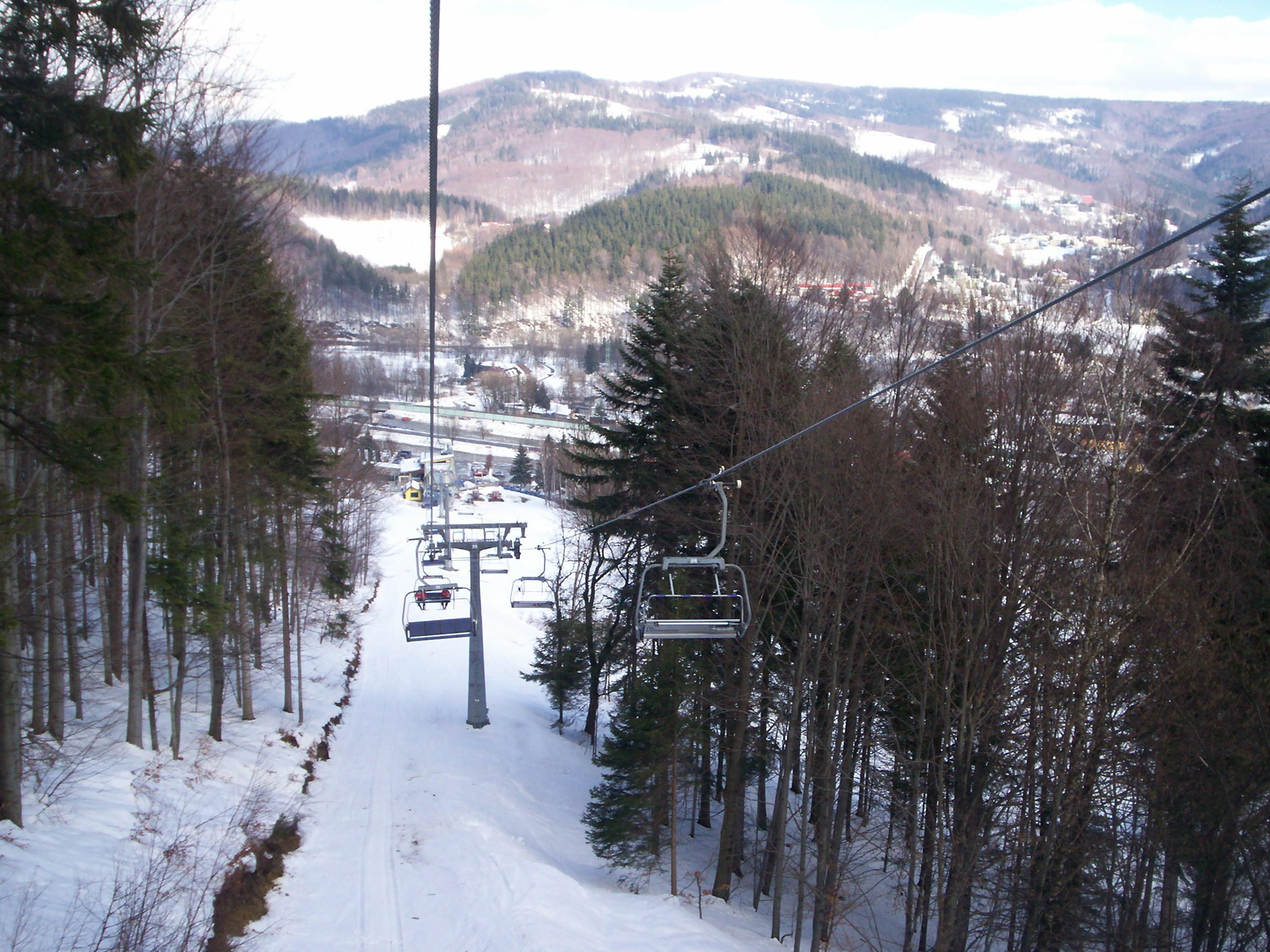
Kolej krzesełkowa „Czantoria”, 2009
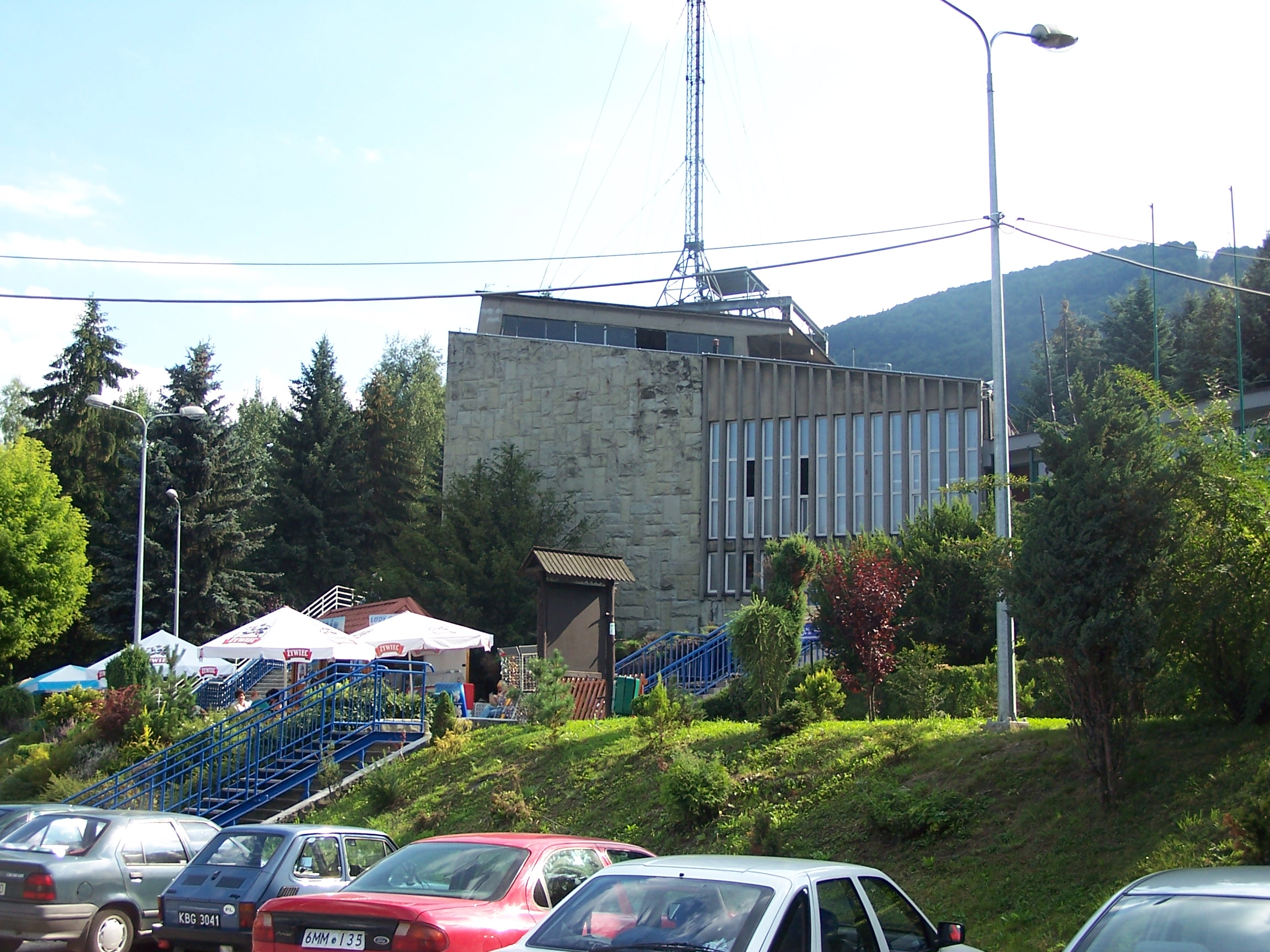
Dolna stacja kolei krzesełkowej, 2006
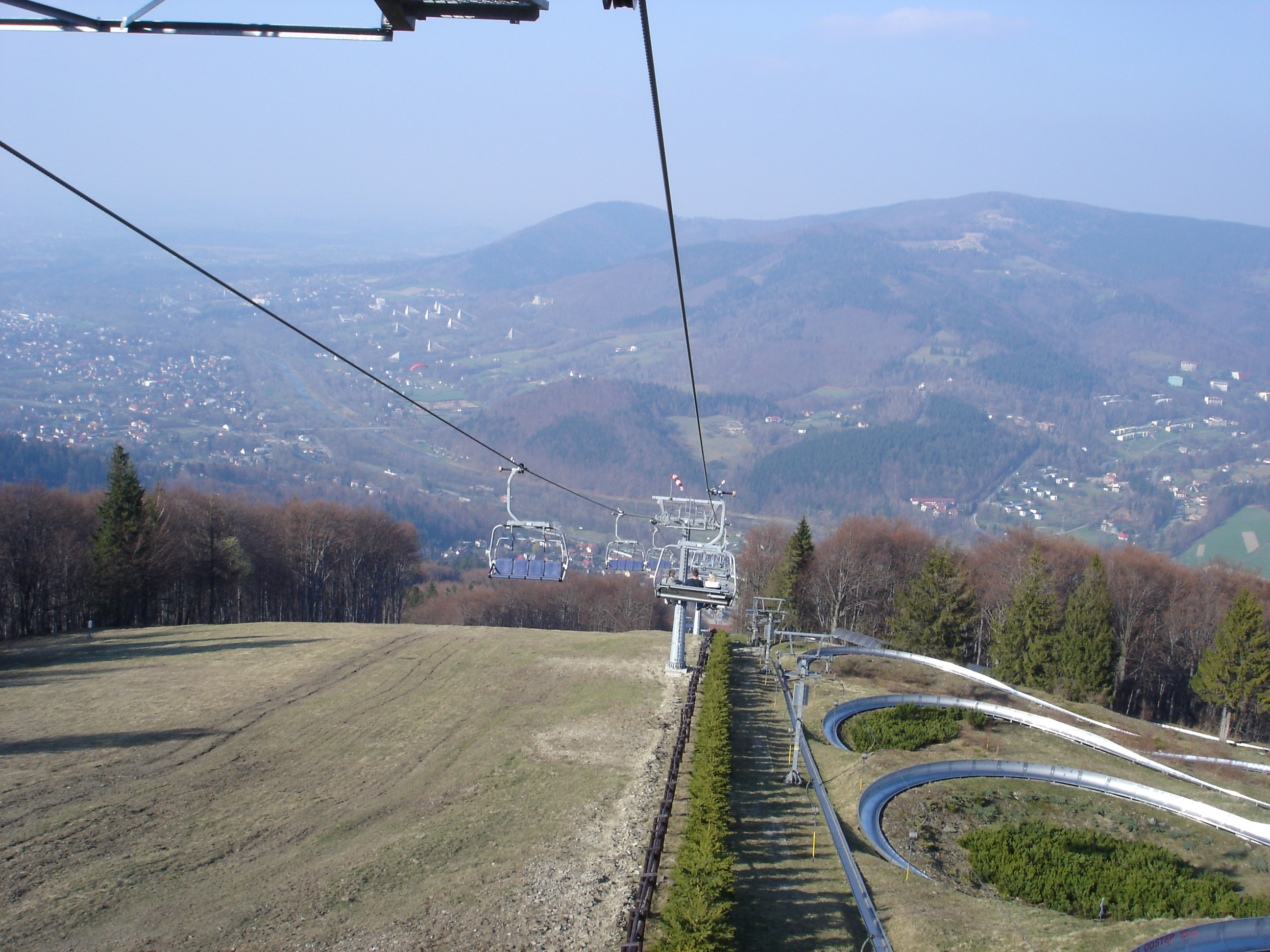
Widok na trasę zjazdową spod górnej stacji kolei krzesełkowej. po prawej stronie widoczny letni tor saneczkowy, 2007